# Nivarox
Nivarox (полное название Nivarox-FAR) — швейцарская компания, специализирующаяся на выпуске волосковых пружин для часовых механизмов. Входит в состав The Swatch Group Ltd.

## История
Компания Nivarox S.A. появилась в 1933 году, когда доктор Штрауман усовершенствовал процесс изготовления волосковых пружин для часовых механизмов.
FAR (фр. Fabriques d'Assortiments Réunis) — корпорация, объединившая компании и предприятия из города Ле-Локль, занимающиеся производством различных частей для часовых механизмов, название принято в 1932 году.
В результате слияния в 1984 году образовалась новая компания Nivarox-FAR S.A. В 1985 году образовавшаяся компания была куплена холдингом SMH Group (в 1998 году переименован в The Swatch Group Ltd.)
Продукцией компании пользуются такие часовые компании, как Omega, Breguet, Blancpain, а также независимые часовые производители — Rolex, Patek Philippe и Audemars Piguet.

## Производство
Nivarox — это общепринятое название сплава, из которого компания изготавливает свою продукцию. Nivarox — аббревиатура от немецкого Nicht Variable Oxydfest (не изменяющийся, неокисляющийся).
Есть несколько видов сплава в зависимости от назначения — с повышенным содержанием кобальта (42-48 %), никеля (15-25 %) и хрома (16-22 %). Кроме того присутствует небольшое содержание титана и бериллия.
Волосковые пружины, сделанные из этих сплавов отличаются износостойкостью, практически полностью немагнитные, нержавеющие и обладают низким коэффициентом теплового расширения.
Сплав Nivarox в основном используется в часовой промышленности, но помимо этого используется при производстве медицинской техники и хирургических инструментов.